# Dasylirion graminifolium
Dasylirion graminifolium es una especie  de planta fanerógama perteneciente a la familia Asparagaceae, anteriormente de las ruscáceas. Es nativa de México.

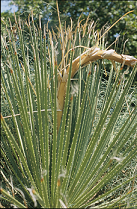
Vista de la planta

## Descripción
Tiene un tallo que crece hasta un tamaño de 0,8 m de altura. Las hojas son de color verde, lisas, fibrosas, dentadas de 90 a 120 cm de largo y de 12 a 14 mm de ancho. La inflorescencia en forma de panícula de hasta 2,8 m de altura. Las flores son de color blanco a crema. El período de floración se extiende de mayo a junio. El fruto es una cápsula de 8 mm de largo. Las semillas ovoides a oblongas de color marrón de 3-4 mm de largo y 2 a 3 mm de diámetro. Dasylirion graminifolium es resistente a -5 °C.

## Distribución y hábitat
Dasylirion graminifolium es nativa de México, donde se encuentra en un área pequeña, limitada en torno a San Luis Potosí y crece ampliamente asociada con Nolina humilis. Se parece al tipo que aparece en el norte de EE. UU. Dasylirion texanum. Sin embargo, existen diferencias significativas reconocibles en la estructura de la hoja. En el Jardín Botánico Hanbury se pueden visitar unas muestras impresionantes.

## Taxonomía
Dasylirion graminifolium fue descrita por (Zucc.) Zucc. y publicado en Allgemeine Gartenzeitung 6(33): 258, en el año 1838.
Etimología
Dasylirion: nombre genérico compuesto que deriva de la palabra griega: dasys para "rugosa", "descuidada" y leirion de "lirio", que probablemente fue elegido debido a las hojas largas y desordenadas.
graminifolium: epíteto latino que significa "con hojas herbáceas".
Sinonimia
- Yucca graminifolia Zucc. basónimo[3][4]